# كارا ميا
كارا ميا (بالتاغالوغية: Kara Mia)‏ هو مسلسل تلفزيوني فلبيني تم بثه على جي إم أي الشبكة في عام 2019.

## روابط خارجية
- كارا ميا على موقع IMDb (الإنجليزية)
- كارا ميا على موقع كينوبويسك (الروسية)